# گسترش پهنای‌باند
گسترش پهنای‌باند (به انگلیسی: Bandwidth extension) سیگنال به‌عنوان فرایند عمدی گسترش‌سازی محدوده فرکانسی (پهنای‌باند) سیگنالی تعریف می‌شود که در آن سیگنال حاوی محتوای قابل‌توجه و مفید است، و/یا محدوده فرکانسی که اثرات آن در آن چنین است. پیشرفت قابل توجه آن در سال‌های اخیر منجر به پذیرش تجاری این فناوری در چندین حوزه از جمله تقویت بیس روان‌صوتشناسی بلندگوهای کوچک و تقویت فرکانس بالای صوت و گفتار کدگذاری‌شده، شده است.
گسترش پهنای‌باند هم در کاربردهای فشرده‌سازی گفتار و هم در کاربردهای فشرده‌سازی صوت مورد استفاده قرار گرفته است. الگوریتم‌های مورد استفاده در جیی.۷۲۹٫۱ و همتاسازی باند طیفی (اِس‌بی‌آر) دو نمونه از الگوریتم‌های گسترش پهنای‌باند هستند که در حال حاضر مورد استفاده قرار می‌گیرند. در این روش‌ها، باند پایین طیف با استفاده از یک کُدِک موجود کدگذاری می‌شود، در حالی که باند بالا با استفاده از پارامترهای کمتر، به صورت تقریبی پارامتری می‌شود. بسیاری از این الگوریتم‌های گسترش پهنای‌باند از همبستگی بین باند پایین و باند بالا برای پیش‌بینی سیگنال باند وسیع‌تر از ویژگی‌های باند پایین‌تر استخراج‌شده استفاده می‌کنند. برخی دیگر باند بالا را با استفاده از بیت‌های بسیار کمی رمزگذاری می‌کنند. این اغلب کافی است زیرا گوش در مقایسه با باند پایین، حساسیت کمتری به اعوجاج در باند بالا دارد.

## تقویت صدای بم بلندگوهای کوچک
اغلب بلندگوهای کوچک از نظر فیزیکی قادر به پخش صداهای با فرکانس پایین نیستند. با استفاده از یک پدیده روانشناختی-صوتی مانند فقدان پایه، می‌توان درک فرکانس‌های پایین را تا حد زیادی افزایش داد. با تولید هارمونیک‌های فرکانس‌های پایین‌تر و حذف خود فرکانس‌های پایین‌تر، این تصور ایجاد می‌شود که این فرکانس‌ها هنوز در سیگنال باقی مانده‌اند. این فرایند معمولاً از طریق تجهیزات خارجی یا تعبیه‌شده در سامانه بلندگو با استفاده از یک پردازنده سیگنال دیجیتال اعمال می‌شود.
پاسخ فرکانسی-بالا را می‌توان از طریق تولید هارمونیکها نیز افزایش داد. به جای نگاشت فرکانس‌ها در داخل ناحیه بازتولیدپذیر (به انگلیسی: reproducible) بلندگو، از خود بلندگو برای تولید فرکانس‌ها در خارج از ناحیه بازتولیدپذیر عادی استفاده می‌شود. با افزایش فرکانس‌های بالا و کمی فرا-راه‌اندازی کردن بلندگو یا تقویت‌کننده، می‌توان هارمونیک‌های بالاتری تولید کرد.

## گسترش پهنای‌باند گفتار در سامانه‌های تلفنی
سیگنال‌های مکالمه تلفنی معمولاً کیفیت بسیار پایینی دارند. بخشی از این افت کیفیت به دلیل پهنای‌باند محدود مورد استفاده در سامانه‌های تلفنی است. در بیشتر سامانه‌ها، فرکانس‌ها کمتر از ۲۵۰ هرتز کاهش می‌یابد و پهنای‌باند فقط به فرکانس‌های ۴ یا ۸ کیلوهرتز گسترش می‌یابد. با استفاده از فیلترکردن و شکل‌دهی‌اَمواج، می‌توان پاسخ فرکانسی پایین و بالا را گسترش داد.
با فیلترسازی پایین‌گذر، پایین‌ترین اکتاو و یکسوسازی نیم‌موج، شکل‌موجی با نصف فرکانس اصلی ایجاد می‌شود. به دلیل ناپیوستگی در شکل‌موج، برای فیلترکردن همه هارمونیک‌ها، به فیلتر پایین‌گذر نیاز است. با استفاده از چنین ترکیب‌سازی زیرهارمونیکی، باند فرکانسی ضروری بین ۱۲۵ تا ۲۵۰ هرتز بازسازی می‌شود و به سیگنال وزن اضافه می‌کند.
برای گسترش پهنای‌باند فرکانس بالا، می‌توانیم اکتاو بالایی را با استفاده از فیلترسازی بالاگذر ایزوله کنیم و سپس هارمونیک‌های آن را تولید کنیم. تولید هارمونیک‌ها می‌تواند از طریق یکسوسازی تمام‌موج ساده انجام شود که از نظر محاسباتی ارزان است و به دامنه وابسته نیست. به عنوان یک جایگزین، می‌توان از مدولاسیون با باند کناری‌تک استفاده کرد که کنترل دقیقی بر تعداد و دامنه هارمونیک‌ها می‌دهد. در حالت نظری، تخمین پوش می‌تواند برای استخراج پوش فرکانس بالای اصلی و بازسازی فرکانس‌های بالا با استفاده از یک منبع نویز مورد استفاده قرار گیرد. اطلاعات پراکنده موجود در پهنای‌باند کوچک احتمالاً برای استخراج یک پوش مناسب بسیار محدود خواهد بود.

## گسترش پهنای‌باند صوت
همتاسازی باند طیفی (اِس‌بی‌آر) فنّ جدیدی است که به عنوان یک «افزودنه» برای کدک‌های صوتی ادراکی محبوب مانند MP3 و کدگذاری صوتی پیشرفته (AAC) محبوبیت پیدا کرده است. رمزگذارهای صوتی جدیدی متشکل از پیوند بین اِس‌بی‌آر و رمزگذارهای صوتی مرسوم شکل گرفته‌اند، یعنی MP3Pro و AAC+. در این الگوریتم‌ها، طیف پایین‌تر با استفاده از MP-3 یا AAC کدگذاری می‌شود، در حالی که باند بالا با استفاده از اِس‌بی‌آر کدگذاری می‌شود. نکته کلیدی در الگوریتم اِس‌بی‌آر، اطلاعاتی است که برای توصیف بخش فرکانس بالای سیگنال استفاده می‌شود. هدف اصلی طراحی این الگوریتم، بازسازی طیف باند بالا بدون ایجاد هرگونه دست‌سازه‌های ناشی از آلایزینگ و ارائه وضوح طیفی و زمانی خوب است. یک فیلتربانک چندفازی با مقدار-مختلط ۶۴ باندی در بخش تحلیل استفاده می‌شود. در رمزگذار، از فیلتربانک برای بدست آوردن نمونه‌های انرژی از باند بالای سیگنال ورودی اصلی استفاده می‌شود. سپس این نمونه‌های انرژی به عنوان مقادیر مرجع برای طرح تنظیم پوش مورد استفاده در رمزگشا استفاده می‌شوند.